# 김석규 (1956년)
김석규(金碩奎, 1956년 7월 18일 ~ )은 대한민국 경상남도의회 의원이다.

## 학력
- 창원초등학교
- 창원중학교
- 부산해양고등학교 졸업
- 경산1대학교 사회복지과 졸업

## 경력
- 창원시 무상의료실현을 위한 추진본부 의창동본부장
- 고속도로휴게소노동조합 위원장
- 민주노총 일반노동조합 부위원장
- 민주노총 공공노조 칠서휴게소 지회장
- 경남지역 고속도로휴게소 노동조합 위원장
- 2018년 7월 1일 ~ 2022년 6월 30일: 제11대 경상남도의회 의원

## 역대 선거 결과
|  | 16.92% |

|  | 42.81% |

|  | 8.34% |

|  | 53.52% |

|  | 37.22% |